# Qualitätsmethode
Der Einsatz von Qualitätsmethoden (auch Qualitätstechniken, Qualitätsverfahren genannt) dient der Verbesserung von Produkt- oder Prozesseigenschaften in Organisationen.
Einige der Methoden sind sehr allgemein verwendbar und können in „Sieben Elementare Qualitätstechniken (Q7)“ und „Sieben Management-Werkzeuge (M7)“ aufgeteilt werden. Weitere angewandte Methoden (QFD, FMEA, statistische Prozessregelung, …) sind komplexer und werden vornehmlich in bestimmten Phasen eines Entwicklungsprozesses eingesetzt.

## Sieben Elementare Qualitätstechniken (Q7)
- Brainstorming (Brainwriting)
- Fehlersammelkarte
- Histogramm
- Korrelationsdiagramm
- Paretodiagramm
- Qualitätsregelkarte
- Ursache-Wirkungs-Diagramm (auch Fishbone-Analyse oder Ishikawa-Diagramm genannt)

## Sieben Management-Werkzeuge (M7)
- Affinitätsdiagramm
- Relationsdiagramm
- Entscheidungsbaum (Baumdiagramm)
- Matrixdiagramm
- Portfolio
- Netzplantechnik
- Problem-Entscheidungs-Plan

## Weitere angewandte Methoden
- Quality Function Deployment (QFD)
- Fehlermöglichkeits- und Einflussanalyse (FMEA)
- Design Review Based on Failure Mode (DRBFM)
- Ereignisbaumanalyse (event tree analysis)
- Fehlerbaumanalyse (FTA, Fault Tree Analysis)
- Frequenz-Relevanz-Analyse für Probleme (FRAP)
- Statistische Prozessregelung (SPC)
- Statistische Versuchsplanung (DoE, Design of Experiments)
- Service Blueprinting
- Sequentielle Ereignismethode (SEM)
- Poka Yoke
- House of Quality

## Auswahlverfahren der Qualitätsmethoden
Innerhalb der Literatur wurden zahlreiche Anstrengungen unternommen, reale Qualitätsprobleme in Kategorien einzuordnen. Dabei wurden Qualitätsprobleme von Nickols in systematische Kategorien eingeordnet. Die Einordnung in systematische Kategorien von Qualitätsproblemen ist nützlich, um die Problemlösungsmethoden besser zu fokussieren.
Die drei Hauptaufgaben der Qualität (Reparatur, Verbesserung, Engineering) werden den grundlegenden Problemkategorien Performance- und Designproblem zugeordnet.
Smith hat die von Nickols beschriebene Unterscheidung zwischen Performance- und Designproblem weiterentwickelt und die Resultate seiner umfangreichen Untersuchungen in fünf Typen von Qualitätsproblemen kategorisiert. Danach konnten die Qualitätsprobleme in 5 Typen von Qualitätsproblemen (Konformitätsproblem, unstrukturiertes Performanceproblem, Effizienzproblem, Produktdesignproblem, Prozessdesignproblem) eingeteilt werden.
Die Problemkategorien können genutzt werden, um den Problemlösungsprozess systematischer und effizienter zu gestalten.  Dabei können, ausgehend von der jeweiligen Problemsituation, Problemlösungsstrategien festgelegt und Techniken ausgewählt werden. Den Problemlösern ist es dann möglich, angemessene Werkzeuge und Techniken auszuwählen.
Im Rahmen einer „Roadmap Qualitätsanalyse“ wurde eine Zuordnung der einzelnen Problemlösungsmethoden zu den jeweiligen Qualitätsproblemen formuliert. Dabei orientiert sich das systematische Vorgehen innerhalb der jeweiligen Qualitätsprobleme (Konformitätsproblem, Effizienzproblem, Produkt Design Problem, Prozess Design Problem) an den Phasen der DMAIC-Methode.